# Hôtel de Tallard
L'hôtel de Tallard (ou Amelot de Chaillou) est un hôtel particulier parisien du début du XVIIIe siècle, situé au no 78 de la rue des Archives dans le 3e arrondissement de Paris.

## Histoire
L'hôtel fut commandé en 1702 par Denis-Jean Amelot de Chaillou (ou Denis, ou Jean-Denis) et sa mère après avoir acheté en 1700 un terrain contigu
à un terrain acheté en 1658 par son père Jean-Jacques Amelot de Chaillou. L'hôtel fut construit par Pierre Bullet entre 1702 et 1704. En 1722, l'hôtel fut acquis par le maréchal de Tallard qui lui a laissé son nom.
Utilisé  au XIXe siècle pour des activités commerciales qui le dégradèrent, il fut restauré par un promoteur en 1980 et 1981.

## Description
Le manque d'espace contraint l'architecte à construire au nord de la cour d'honneur une seule aile large de 3 travées sur la rue des Archives, hébergeant les services  percée d'un passage cocher, surmonté d'un tympan, conduisant à la cour des offices. Le corps de logis et l'aile nord sont rythmés par des arcades ornées d'agrafes reposant sur des pilastres toscans.
L'hôtel a conservé un jardin à l'arrière parallèle à la rue de Beauce.
Les façades et toitures les plus anciennes, le mur de clôture de la cour d'honneur et le portail sur la rue et son tympan en bois, les caves et le jardin, ainsi que plusieurs éléments intérieurs font l’objet d’une inscription au titre des monuments historiques depuis le 22 février 1980.

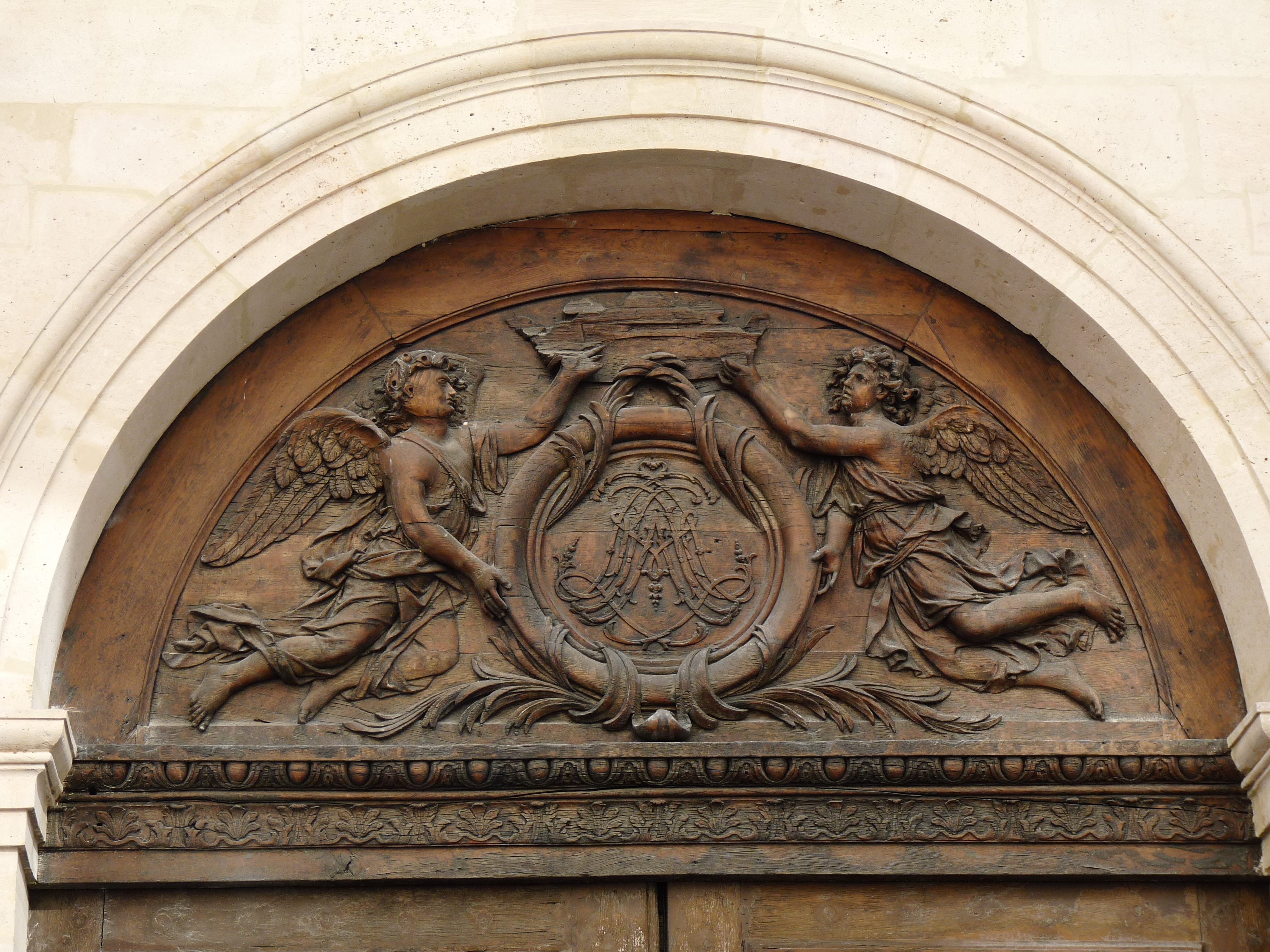
Le tympan.
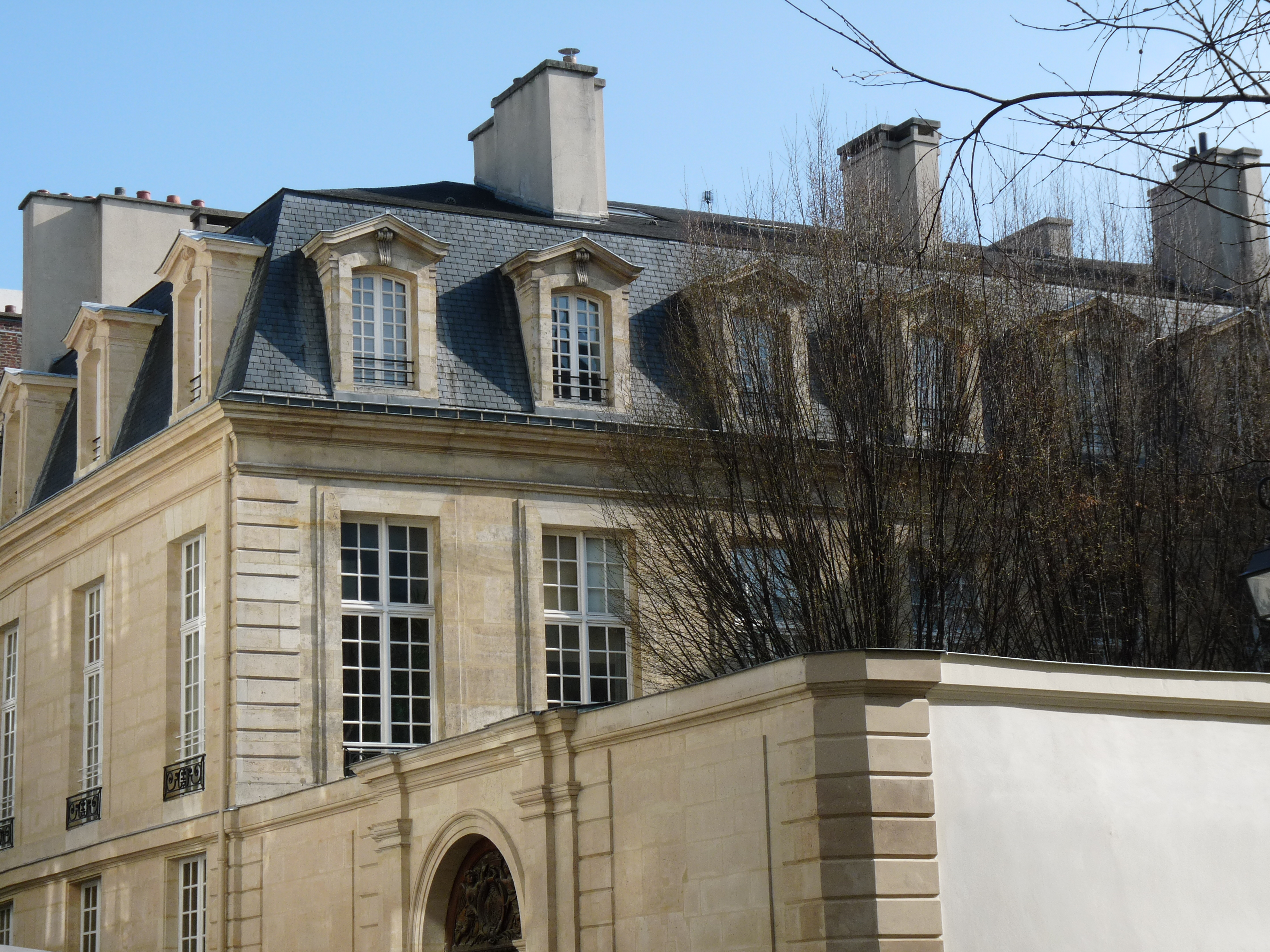
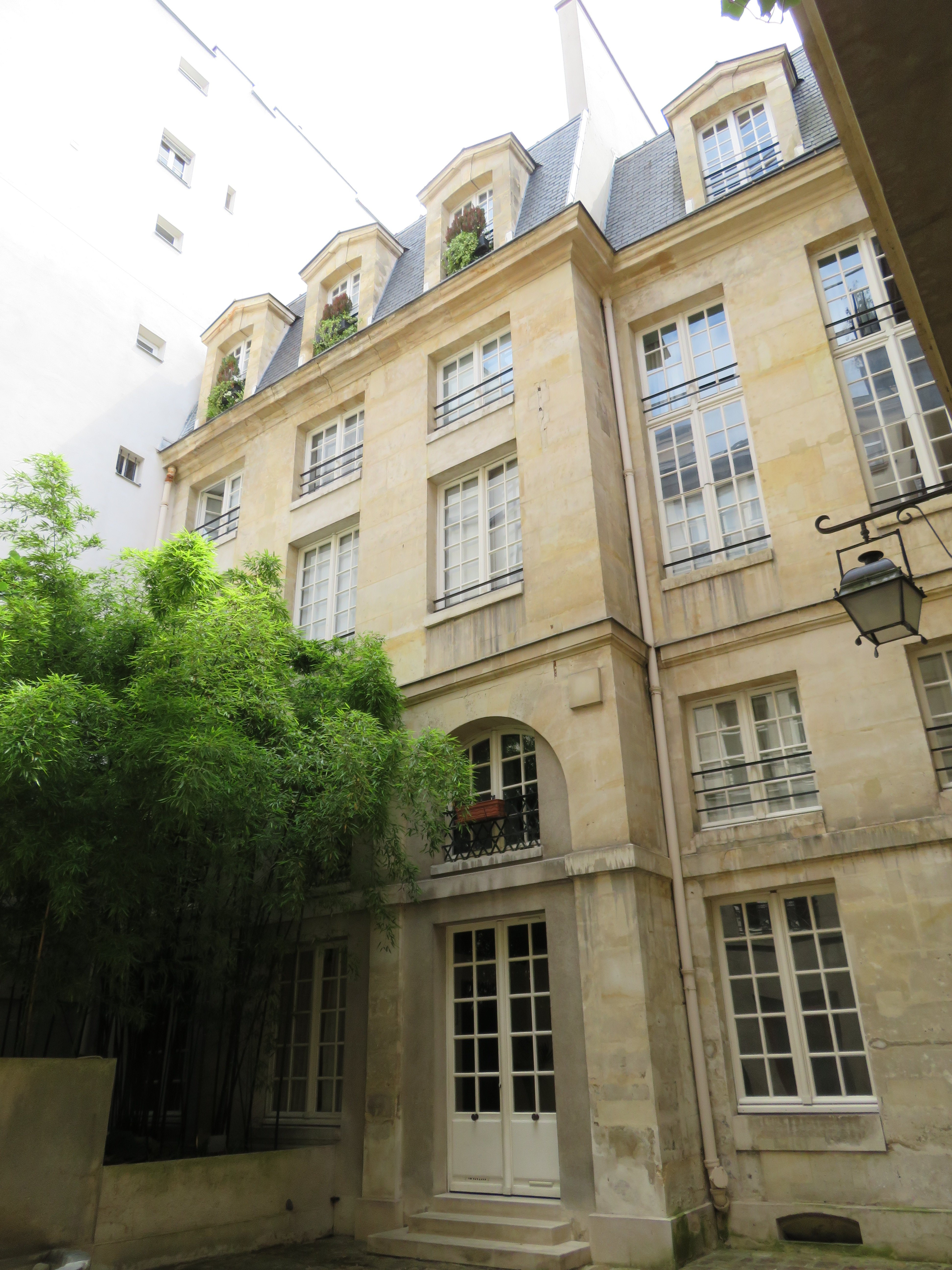
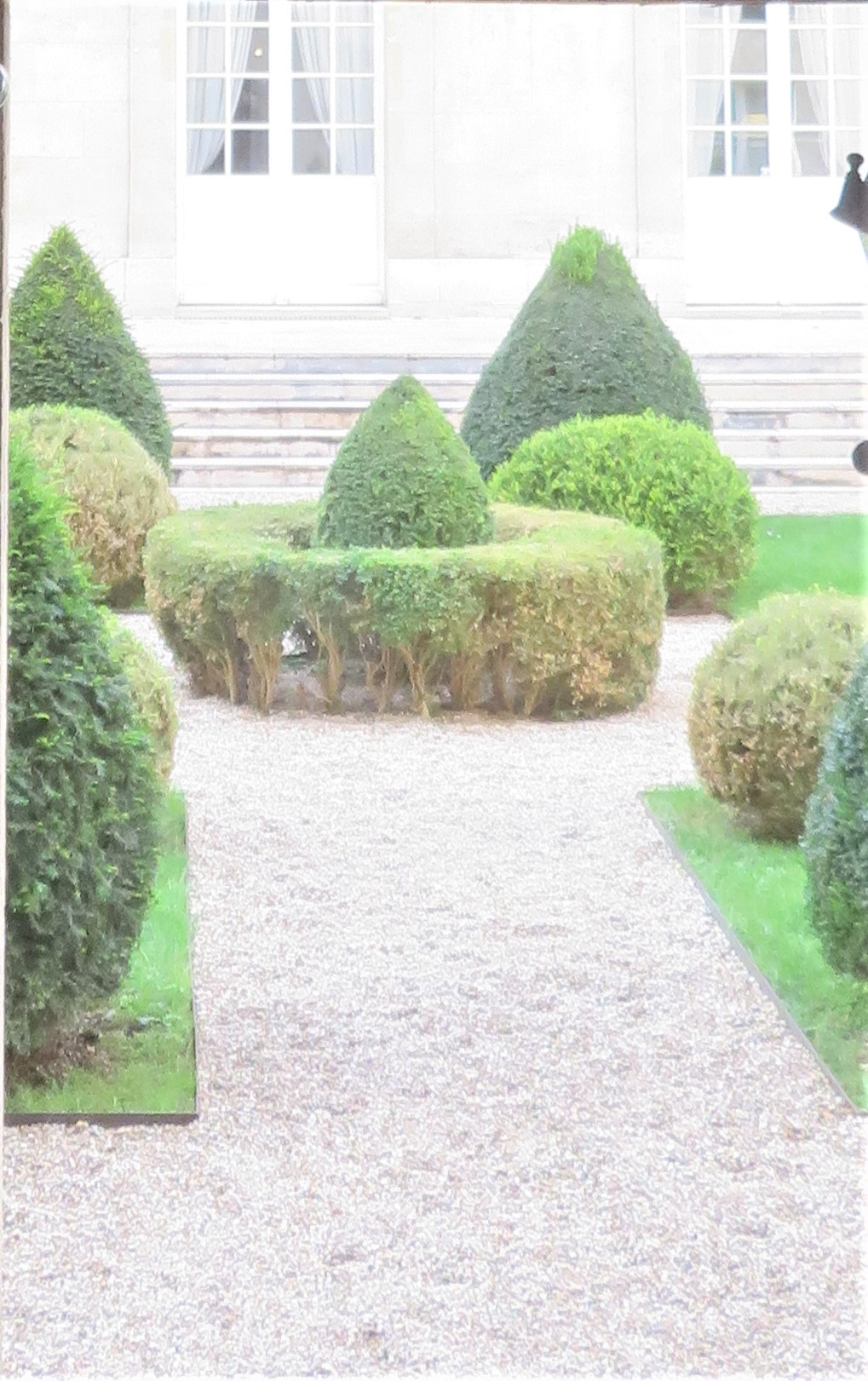
Jardin de l'hôtel de Tallard